# Al-Kifl
Al-Kifl – miasto w Iraku, w muhafazie Babilon. W 2009 roku liczyło 18 700 mieszkańców. Mieści ono zgodnie z tradycją Grób Ezechiela.